# أبو إسحاق القرطبي
إبراهيم بن حسين بن خالد بن مرتيل، أبو إسحاق القرطبي (.. - 249. هـ / .. - 864. م) مفسر أندلسي.
أقام في قرطبة ثم انتقل إلى المشرق العربي وتعلّم هناك، ليعود لاحقًا إلى بلده وولّي أحكام الشرطة. هو عالم بالتفسير وله تفسير للقرآن. كان بصير بطرق الحجة وناظر يحيى بن مزين ويحيى بن يحيى. 

## مذهبه
أحد فقهاء المذهب المالكي.

## وفاته
توفي في رمضان عام 240 هجري.